# Petre Moraru
Petre Moraru (n. 13 iulie 1942, Cluj-Napoca) este un actor român. 

## Biografie
Petre Moraru s-a născut în 1942. A debutat la Teatrul de Nord din Satu Mare. Mai târziu s-a mutat la Teatrul Național din Cluj.A fost elev la liceul Emil Racovita din Cluj Napoca. 
A debutat în filmul „Momente "Caragiale" - Tren de plăcere” (TV) din 1958, la vârsta de numai 16 ani. Debutul în cinematografie l-a avut în 1985, cu filmul „Secretul lui Nemesis”. 
De asemenea, și-a împrumutat vocea regelui James I, în filmul Pocahontas II: Călătorie spre lumea nouă. Este actor al Teatrului Mic.
A fost căsătorit cu nepoata lui Nicolae Ceaușescu, Mihaela Moraru.

## Filmografie
- Momente "Caragiale" - Tren de plăcere (1958)
- Egmont (1977)
- Arborele genealogic (1977) - Dragoș
- Mai presus de orice (1978)
- În așteptarea lui Lefty (1979)
- Emisia continuă (1984)
- Sania albastră (1987)
- Secretul lui Nemesis (1987)
- Drumeț în calea lupilor (1990)
- Marea sfidare (1990)
- Ce zi frumoasă! (1992)
- Dragoste și apă caldă (1993)
- Începutul adevărului (1994)
- Don Carlos (1996)
- Punctul zero (1996)
- Johnny Mysto: Boy Wizard (1997) - Tatăl lui Johnny
- Orașul în miniatură (SUA, 1998) - Tony
- Ceasornicarul (1998) - Agent
- Triunghiul morții (1999)
- Orașul fantomă (1999) - Cowboy
- Elita (2001) - Căpt. Stevens
- Detectiv fără voie (2001)
- Amen (2002) - Procuror
- Une place parmi les vivants (2003)
- Herz ohne Krone (2003)
- Trei frați de belea (2006) - președintele României
- Tache (2008)
- Doctori de mame (2008) - Directorul adjunct
- Vine poliția! (2008) - expertul
- Carol I - Un destin pentru România (2009)
- Trăsniții (2009 - 2010) - Vârlavu
- Rondul de dimineață (2010)

## Legături externe
- Petre Moraru la Cinemagia